# Ambição (traço de caráter)
Ambição é um traço de caráter que descreve pessoas que são motivadas a melhorar sua posição ou a ter sucesso em objetivos elevados.
Foi categorizado tanto como virtude como vício.
O uso da palavra "ambicioso" em Júlio César (1599), de William Shakespeare, por exemplo, aponta para seu uso para descrever alguém que é implacável na busca de posições de poder e influência:
The noble Brutus
Hath told you Caesar was ambitious:
If it were so, it was a grievous fault.
Hoje, porém, pode ser descrito como “ambicioso” alguém que tem aspirações mais benevolentes: alguém que tem objetivos elevados, motivação, iniciativa, tenacidade e busca pela excelência.
Aristóteles encontrou a mesma ambigüidade no grego, onde φιλότιμος (ambição) e ἀφιλότιμος (falta de ambição) tinham conotações positivas ou negativas, dependendo do contexto. Ele não conseguiu descobrir um bom termo que descrevesse inequivocamente o desejável meio-termo para esta característica: “como não existe um termo reconhecido para a observância do meio-termo, os extremos lutam, por assim dizer, pelo que parece um lugar vazio”. 

## Origem e natureza
A ambição tem sido interpretada como o culminar resoluto de uma decisão pessoal ousada, mas também como uma aceitação receptiva de um grande destino fornecido externamente.  Pode ser caracterizado como um impulso ou estímulo que deixa a pessoa ambiciosa desconfortável até que ela alcance seus objetivos.  Este desconforto pode surgir, em parte, do facto de os objetivos extraordinários que caracterizam a ambição tenderem a ser tornados públicos.  David Hume chamou-a de "a mais incurável e inflexível das paixões humanas". 
A filósofa Agnes Callard contrasta ambição com aspiração:  na sua opinião, a ambição diz respeito a objetivos com valor já determinado: dinheiro, poder, fama e assim por diante. A aspiração diz respeito a objetivos cujo valor ainda não se compreende completamente, mas que se espera compreender no processo de alcançá-los.